# Eurodryas acedia
Eurodryas acedia är en fjärilsart som beskrevs av Hans Fruhstorfer 1917. Eurodryas acedia ingår i släktet Eurodryas och familjen praktfjärilar. Inga underarter finns listade i Catalogue of Life.